# Kanaani-Katze
| Kanaani-Katze               | Kanaani-Katze                                                     |
| --------------------------- | ----------------------------------------------------------------- |
| Fell-Länge                  | Kurzhaarkatze                                                     |
| Gewicht                     | Kater: Ø kg Kätzin: Ø kg                                          |
| allgemein anerkannte Farben | seal-spotted tabby chocolate-spotted tabby cinnamon-spotted tabby |
| erlaubte Fellzeichnung      | getickt (Agouti) getupft (spotted)                                |
| Liste von Katzenrassen      |                                                                   |

Die Kanaani-Katze ist eine relativ neue Katzenrasse. Sie entstand in den 1990er Jahren in Israel durch eine Hybridisierung von Tieren der dort heimischen Falbkatze (Felis lybica lybica) mit domestizierten Hauskatzen. Durch Einkreuzen von Katzenrassen wie Orientalisch Kurzhaar-, Abessinier- und Bengal-Katzen entstand die seit 2000 anerkannte Katzenrasse Kanaani. Als Begründerin gilt die deutsch-israelische Künstlerin Doris Pollatschek.

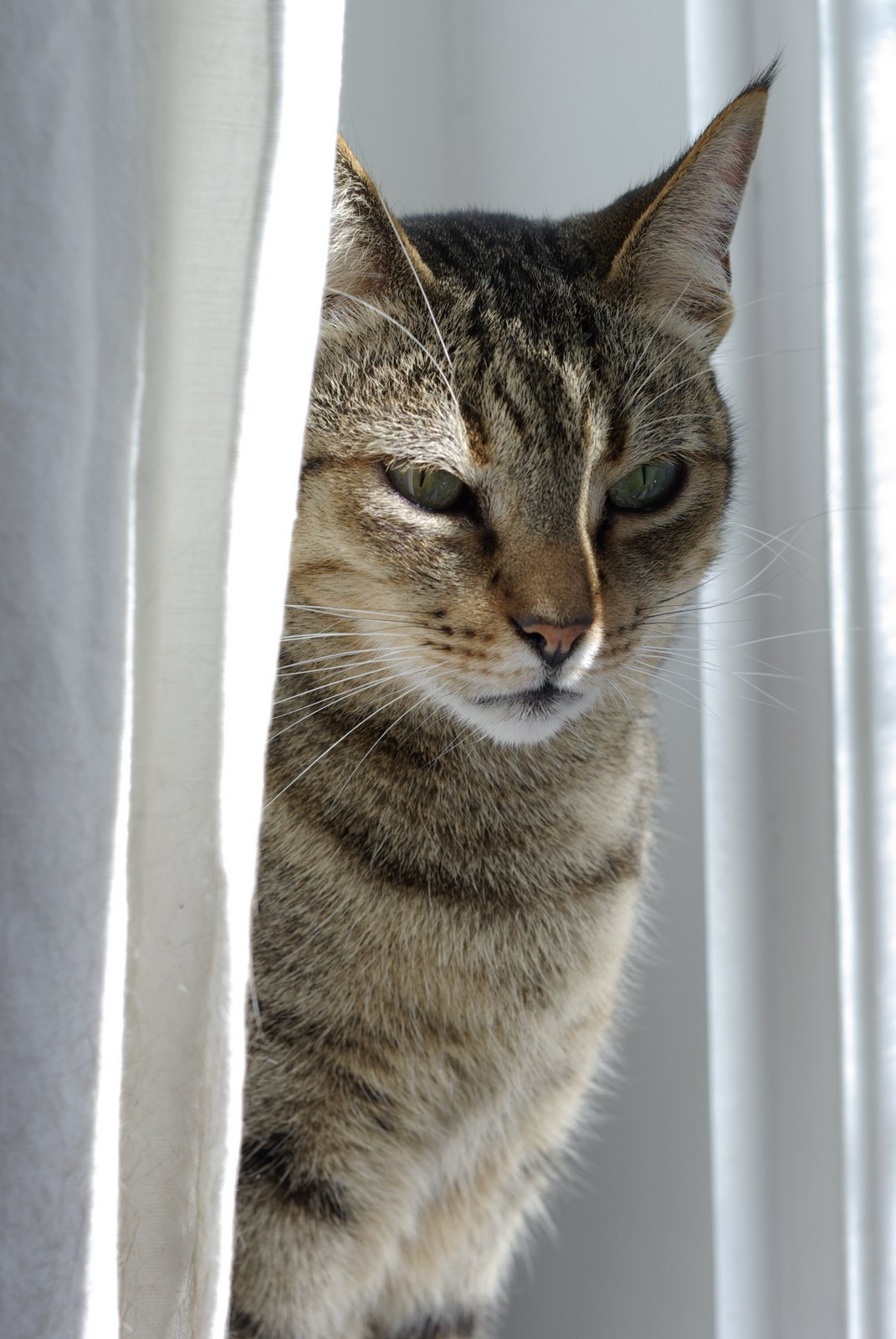
Kanaani-Katze

## Aussehen
Ihr Aussehen ist idealerweise dem der Getupften Falbkatze ähnlich. Sie hat ein schwarz oder braun getupftes, beiges bis zimtfarbenes Fell. Ihr Haar ist getickt. Auf ihrem Schwanz tragen die Tiere drei schwarze Ringe, auch ihre Fußsohlen und Lefzen sind schwarz und ihr Nasenspiegel ist rot.
Ihr Körperbau ist schlank und ihre Muskulatur ist kräftig. Sie hat lange Beine und einen langen, spitz zulaufenden Schwanz.

## Rassestandards und Züchtung
| Rassestandard Kanaani-Katzen (World Cat Federation) | Rassestandard Kanaani-Katzen (World Cat Federation) | Rassestandard Kanaani-Katzen (World Cat Federation) |
| --------------------------------------------------- | --------------------------------------------------- | --- |
| Körperteil                                          | Merkmal                                             | Beschreibung |
| Kopf                                                | Form                                                | Auf schlankem, relativ langem Hals, ein breites Dreieck bildend, mit großen, weit gesetzten Ohren. Der Schädel zwischen den Ohren ist flach. Die Wangenknochen sind sichtbar (kein Pinch). Auf keinen Fall darf der Kopf ein spitzes Dreieck bilden. |
| Kopf                                                | Nase                                                | Die leicht gewölbte Stirn geht sanft zu einer ausgeprägten geraden Nase über, kein Stop; auch nicht ansatzweise. Ein exzellentes Profil ist wichtig. |
| Kopf                                                | Kinn                                                | Das Kinn soll kräftig ausgebildet sein. |
| Kopf                                                | Schnauze                                            | Die Schnauze ist leicht abgeflacht. |
| Ohren                                               | Form                                                | Große, weit gesetzte Ohren. Der Zwischenraum zwischen den Ohren muss mindestens die untere Ohrbreite haben. Die Ohren sind groß, spitz zulaufend, offen, transparent und innen leicht behaart. Ohrpinsel sind erwünscht. |
| Ohren                                               | Lage                                                | Deutlich auseinander stehend, aufmerksam aufgerichtet |
| Augen                                               | Form                                                | Die Augen stehen weit auseinander, leicht schräg gestellt zu den Ohren, mandelförmig, aber nicht orientalisch. Sie sind groß und offen. |
| Augen                                               | Farbe                                               | Die Augenfarbe bei erwachsenen Tieren ist grün; Stachelbeere oder Apfelgrün werden bevorzugt, gelbgrün ist möglich. |
| Schwanz                                             | Form                                                | Ein sehr langer dünner Schwanz, etwas kräftiger am Ansatz und spitz zulaufend. |
| Körper                                              | Körperbau                                           | Eine große, immer schlanke Katze, mit sehr muskulösem, schlankem Körper auf hohen, schlanken Beinen. Die Hinterhand ist etwas höher. Die Pfoten sind schlank und oval geformt. Nacken und Schultern sind beim Kater muskulöser als bei der Katze. |
| Fell                                                | Struktur                                            | Das Fell ist kurz, anliegend und mit wenig Unterwolle. Die Struktur ist eher derb und nicht siamesisch weich. Die Haare sind aber lang genug, um sowohl in der Grundfarbe als auch in der Zeichnung ein deutliches Ticking zu zeigen. Das Ticking ist unverzichtbar, aber nicht so ausgeprägt, dass die Tupfen verschwinden. |
| Fell                                                | Farbe                                               | Auf beige- bis zimtfarbenem Untergrund Tupfen in den Farben seal (schwarz), chocolate (schokoladenbraun) oder cinnamon (zimtfarben), die durch das Ticking weicher gezeichnet sein können. Unabhängig von der Farbe der Zeichnung sind Schwanzspitze und mindestens 3 Ringe sowie Fußballen und Sohlenstreifen bevorzugt schwarz (wie bei der Felis Lybica). Die genetische Farbe ist an der Schwanzspitze erkennbar. |
| Fell                                                | Musterung                                           | Die Tupfen liegen in waagerechter oder diagonaler Reihung, senkrechte Reihung über den ganzen Körper ist nicht erlaubt. Die Beine sind getupft oder geringt. Zwei bis drei Halsringe, von denen einer geöffnet sein sollte. Das charakteristische "M" auf der Stirn wird idealerweise in drei bis fünf Linien fortgesetzt, die über den ganzen Schädel und das Genick bis auf die Schulter führen. Auf den Schultern können sich diese Linien fortsetzen und in kreisförmige Muster mit einem Tupfen in der Mitte verwandeln. Der Aalstrich sollte in Tupfen aufgelöst sein. Der Bauch ist weiß bis hellbeige und getupft, Kinn und Kehle hellbeige. Der Nasenspiegel ist ziegelrot und in der Zeichnungsfarbe umrandet. |

### Züchtung
Die Zucht der Kanaani-Katze ist derzeit noch sehr wenig verbreitet (Fünf Kanaani-Zwinger im deutschsprachigen Raum, ein Zwinger in den USA). Trotzdem wurde die Kanaani bereits im August 2000 von der World Cat Federation als eigenständige Katzenrasse anerkannt.
Folgende Farben sind bei der Kanaani-Katze anerkannt:
- seal-spotted tabby – schwarze Fußsohlen und Schwanzringe
- chocolate-spotted tabby – chocolatefarbene Fußsohlen und Schwanzringe
- cinnamon-spotted tabby – ziegelrote Fußsohlen und cinnamonfarbene Schwanzringe

In Ergänzung zu dem Zuchtstandard ist als Musterung Classic- bzw. blotched-tabby (Stromung) erlaubt. Silberfarbige Varianten sind in der Zucht nicht erwünscht. Folgende Einkreuzungen waren bis 2005 bei der Kanaani-Katze erlaubt: Kanaani, getupfte Varianten der Felis lybica, getupfte Bengal-Katzen und getupfte Orientalisch Kurzhaar-Katzen. Ab 2010 dürfen Kanaani-Katzen nur noch Kanaani-Eltern haben.